# 高田ユリ
高田 ユリ（たかだ ユリ、1916年1月2日 - 2003年12月24日）は消費者運動の先駆者。主婦連合会元会長（1989-1991）。

## 生涯
1916年1月2日、新潟県佐渡郡相川町に生まれる。両親とも佐渡島で小学校教諭をしていた。1919年、父母とともに上京。1937年共立女子薬学専門学校卒（後の共立薬科大学）卒。1942年同校助教授。1943年12月29日朝日新聞社の高田靖彦と結婚。東京・市ヶ谷の砂土原町に住居を構える。1950年8月夫晴彦の勧めで奥むめお会長に会う。同年10月主婦連に日用品審査部が新設され、専門委員となる。その後、各地の生活センターの先駆けとなった主婦連日用品試験室主任として、科学的なデータをもとに商品テストを担当するようになった。1966年には特定の樹脂製食器からホルマリンが溶出することを確認。プラスチック製食器全体の安全基準強化につながった。きっかけは「茶わん蒸しをしたら食器にひびが入った」という相談だった。食いついたら離れないことから、「スッポンのおユリ」とも呼ばれた。1983年、東京都中野区教育委員会委員を務める。1984年には教育委員長となった。1989年-1991年には二代目会長を務め、歩道にはみ出していた自販機の撤去運動にも力を入れた。1995年早稲田大学大学院に入学「環境と法」講座で修士課程。1995年6月主婦連参与。2003年12月24日肺炎のため逝去。

## 主婦連における活動
1950年10月「日本ではじめて、消費者が、消費者のために、消費者によるテスト機関』日用品試験室が誕生。
12月1日より機関誌『主婦連たより』に「主婦の商品試験所」連載。第1回はマーガリン。
主婦連会合時に持参した弁当のたくあんの黄色がご飯につくので検査してみると、有害な人口着色料「オーラミン」が検出。厚生省に申し入れ、2年後正式に禁止となった。
1957年7月、ジュース類の不当表示。テスト結果を基に厚生省、業界代表と清涼飲料水懇談会を開き、人工甘味料の表示を実現化。
1960年、ニセ牛缶事件をきっかけに各方面に法規制を要望。1962年の「不当景品類及び不当表示防止法」制定のきっかけとなる。
1966年4月、「耐熱性ベビー食器で茶碗蒸しを作ったらひび割れした」という相談から、耐熱性を調べる過程でユリア樹脂食器からホルマリンが溶出することが判明。この結果は大きな反響を呼び、同年10月、厚生省はプラスチック製食器の新しい衛生基準を告示した。
1971年、ジュース裁判。景表法にのっとり不服申し立てを行ったが、1973年、主婦連（消費者団体）、奥むめお（消費者個人）にも不服申し立て資格なしと審決。1978年行政庁を相手に訴訟。これを消費者の権利裁判、俗に「ジュース裁判」という。東京高等裁判所（1977年7月）、最高裁判所（1978年3月）も不服申し立て資格なしと判決。

## 受賞歴
1966年、第四回「朝日・明るい社会賞」（朝日新聞社）受賞。主婦連の日用品試験室チーム。
同年、中央公論社『主婦公論』誌から高田が最高受勲婦人賞受賞。ユリア樹脂製食器の危険性を見つけた功績として。

## 関連文献
- HKW（制作・著作）『高田ユリと消費者運動』大阪府男女共同参画推進財団〈Women pioneers 女性先駆者たち 2〉、2011年。 NCID BB06375630。
  - DVD。出演 - 高田ユリ、縫田曄子、制作協力 - 鈴木彩加、インタビュー収録 - 1976年